# Leichtathletik-Hallenweltmeisterschaften 2016
Die 16. Leichtathletik-Hallenweltmeisterschaften fanden vom 17. bis 20. März 2016 in Portland, Oregon in den Vereinigten Staaten statt.
Die US-amerikanische Stadt erhielt 2013 den Zuschlag von der IAAF. Einziger Mitbewerber war Birmingham, das zugleich als Austragungsort für die Hallenweltmeisterschaften 2018 bestimmt wurde.
Die Wettkämpfe fanden im Oregon Convention Center statt, das 8400 Zuschauer fasst.
Durch die Suspendierung der Gesamtrussischen Leichtathletik-Föderation (ARAF) durch die IAAF im November 2015 waren alle russischen Sportler von der Teilnahme an den Meisterschaften ausgeschlossen. Neu im Reglement war, dass es bei den Sprungdisziplinen und beim Kugelstoßen keine Qualifikation gab. Beim Weit-, Dreisprung und beim Kugelstoßen wurde das Finale mit 16 Teilnehmern, und nicht wie sonst üblich, mit 12 Sportlern gestartet. Die bestplatzierten Acht hatten nach dem dritten Versuch einen vierten und fünften Versuch. Anschließend erhielten nur die vier Bestplatzierten einen weiteren sechsten Versuch.

## Männer

### 60 m
| Platz | Athlet          | Land | Zeit (s)     |
| ----- | --------------- | ---- | ------------ |
| 1     | Trayvon Bromell | USA  | 6,47 PB      |
| 2     | Asafa Powell    | JAM  | 6,50         |
| 3     | Ramon Gittens   | BAR  | 6,51 NIR     |
| 4     | Xie Zhenye      | CHN  | 6,53 PB      |
| 5     | Su Bingtian     | CHN  | 6,54 (6,531) |
| 6     | Mike Rodgers    | USA  | 6,54 (6,534) |
| 7     | Marvin Bracy    | USA  | 6,56 (6,554) |
| 8     | Kim Collins     | SKN  | 6,56 (6,557) |

Datum: 18. März 2016, 20:40 Uhr

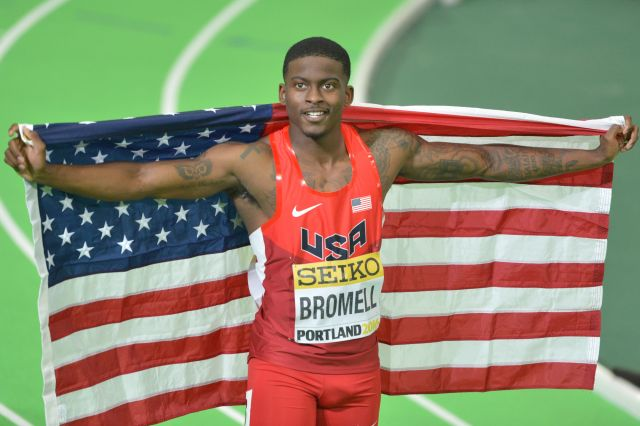
Trayvon Bromell

Asafa Powell hatte im Vorlauf und im Halbfinale mit der Weltjahresbestzeit von 6,44 s die jeweils schnellsten Zeiten, musste sich im Finale dann jedoch Trayvon Bromell geschlagen geben.

### 400 m
| Platz | Athlet           | Land | Zeit (s) |
| ----- | ---------------- | ---- | -------- |
| 1     | Pavel Maslák     | CZE  | 45,44    |
| 2     | Abdalelah Haroun | QAT  | 45,59 SB |
| 3     | Deon Lendore     | TTO  | 46,17    |
| 4     | Bralon Taplin    | GRN  | 46,56    |
| 5     | Boniface Mweresa | KEN  | 46,86    |
| 6     | Lalonde Gordon   | TTO  | 47,62    |

Datum: 19. März 2016, 19:05 Uhr

### 800 m
| Platz | Athlet                   | Land | Zeit (min) |
| ----- | ------------------------ | ---- | ---------- |
| 1     | Boris Berian             | USA  | 1:45,83 SB |
| 2     | Antoine Gakeme           | BDI  | 1:46,65 SB |
| 3     | Erik Sowinski            | USA  | 1:47,22    |
| 4     | Mohammed Aman            | ETH  | 1:47,97    |
| 5     | Musaeb Abdulrahman Balla | QAT  | 1:48,31    |
| 6     | Mostafa Smaili           | MAR  | 1:52,32    |

Datum: 19. März 2016, 18:35 Uhr

### 1500 m
| Platz | Athlet             | Land | Zeit (min) |
| ----- | ------------------ | ---- | ---------- |
| 1     | Matthew Centrowitz | USA  | 3:44,22    |
| 2     | Jakub Holuša       | CZE  | 3:44,30    |
| 3     | Nicholas Willis    | NZL  | 3:44,37    |
| 4     | Robby Andrews      | USA  | 3:44,77    |
| 5     | Dawit Wolde        | ETH  | 3:44,81    |
| 6     | Aman Wote          | ETH  | 3:44,86    |
| 7     | Vincent Kibet      | KEN  | 3:45,17    |
| 8     | Chris O’Hare       | GBR  | 3:46,50    |

Datum: 20. März 2016, 14:05 Uhr

### 3000 m
| Platz | Athlet                  | Land | Zeit (min) |
| ----- | ----------------------- | ---- | ---------- |
| 1     | Yomif Kejelcha          | ETH  | 7:57,21    |
| 2     | Ryan Hill               | USA  | 7:57,39    |
| 3     | Augustine Kiprono Choge | KEN  | 7:57.43    |
| 4     | Abdalaati Iguider       | MAR  | 7:58,04    |
| 5     | Caleb Mwangangi Ndiku   | KEN  | 7:58,81    |
| 6     | Lee Emanuel             | GBR  | 8:00,70    |
| 7     | Paul Kipkemoi Chelimo   | USA  | 8:00,76    |
| 8     | Isiah Kiplangat Koech   | KEN  | 8:01,70    |

Datum: 20. März 2016, 13:10 Uhr

### 60 m Hürden
| Platz | Athlet                  | Land | Zeit (s) |
| ----- | ----------------------- | ---- | -------- |
| 1     | Omar McLeod             | JAM  | 7,41 WL  |
| 2     | Pascal Martinot-Lagarde | FRA  | 7,46 SB  |
| 3     | Dimitri Bascou          | FRA  | 7,48     |
| 4     | Jarret Eaton            | USA  | 7,50 SB  |
| 5     | Spencer Adams           | USA  | 7,64     |
| 6     | Balázs Baji             | HUN  | 7,65     |
| 7     | Eddie Lovett            | ISV  | 7,75     |
| 8     | Shane Brathwaite        | BAR  | 7,88     |

Datum: 20. März 2016, 14:40 Uhr

### 4 × 400 m Staffel
| Platz | Land                | Athleten                                                           | Zeit (min)  |
| ----- | ------------------- | ------------------------------------------------------------------ | ----------- |
| 1     | Vereinigte Staaten  | Kyle Clemons Calvin Smith Christopher Giesting Vernon Norwood      | 3:02,45 WL  |
| 2     | Bahamas             | Michael Mathieu Alonzo Russell Shavez Hart Chris Brown             | 3:04,75 NIR |
| 3     | Trinidad und Tobago | Jarrin Solomon Lalonde Gordon Ade Alleyne-Forte Deon Lendore       | 3:05,51 NIR |
| 4     | Jamaika             | Ricardo Chambers Dane Hyatt Demish Gaye Fitzroy Dunkley            | 3:06,02 SB  |
| 5     | Nigeria             | Noah Akwu Chidi Okezie Abiola Onakoya Samson Oghenewegba Nathaniel | 3:08,55     |
| 6     | Belgien             | Dylan Borlée Jonathan Borlée Robin Vanderbemden Kévin Borlée       | 3:09,71     |

Datum: 20. März 2016, 14:50 Uhr

### Hochsprung
| Platz | Athlet                | Land | Höhe (m) |
| ----- | --------------------- | ---- | -------- |
| 1     | Gianmarco Tamberi     | ITA  | 2,36     |
| 2     | Robert Grabarz        | GBR  | 2,33 SB  |
| 3     | Erik Kynard           | USA  | 2,33 SB  |
| 4     | Mutaz Essa Barshim    | QAT  | 2,29     |
| 5     | Konstandinos Baniotis | GRE  | 2,29     |
| 6     | Zhang Guowei          | CHN  | 2,29     |
| 7     | Andrij Prozenko       | UKR  | 2,29     |
| 8     | Chris Baker           | GBR  | 2,29     |

Datum: 19. März 2016, 18:22 Uhr

### Stabhochsprung
| Platz | Athlet                  | Land | Höhe (m) |
| ----- | ----------------------- | ---- | -------- |
| 1     | Renaud Lavillenie       | FRA  | 6,02 CR  |
| 2     | Sam Kendricks           | USA  | 5,80     |
| 3     | Piotr Lisek             | POL  | 5,75     |
| 4     | Jan Kudlička            | CZE  | 5,75     |
| 4     | Shawnacy Barber         | CAN  | 5,75     |
| 6     | Robert Sobera           | POL  | 5,65     |
| 7     | Konstandinos Filippidis | GRE  | 5,65     |
| 8     | Mike Arnold             | USA  | 5,65     |

Datum: 17. März 2016, 19:05 Uhr
Der Favorit Renaud Lavillenie siegte unangefochten ohne Fehlversuch mit neuem Meisterschaftsrekord. Drei Versuche über die neue Weltrekordhöhe von 6,17 m scheiterten.
Carlo Paech (GER) belegte mit übersprungenen 5,55 m zusammen mit dem Japaner Seito Yamamoto den zehnten Platz.

### Weitsprung
| Platz | Athlet           | Land | Weite (m) |
| ----- | ---------------- | ---- | --------- |
| 1     | Marquis Dendy    | USA  | 8,26      |
| 2     | Fabrice Lapierre | AUS  | 8,25 AIR  |
| 3     | Huang Changzhou  | CHN  | 8,21 PB   |
| 4     | Jeff Henderson   | USA  | 8,19 SB   |
| 5     | Ruswahl Samaai   | ZAF  | 8,18 NIR  |
| 6     | Dan Bramble      | GBR  | 8,14 SB   |
| 7     | Emiliano Lasa    | URY  | 7,94 NIR  |
| 8     | Wang Jianan      | CHN  | 7,93      |

Datum: 20. März 2016, 13:05 Uhr

### Dreisprung
| Platz | Athlet            | Land | Weite (m) |
| ----- | ----------------- | ---- | --------- |
| 1     | Dong Bin          | CHN  | 17,33     |
| 2     | Max Heß           | GER  | 17,14 PB  |
| 3     | Benjamin Compaoré | FRA  | 17,09 SB  |
| 4     | Nelson Évora      | POR  | 16,89 SB  |
| 5     | Omar Craddock     | USA  | 16,87     |
| 6     | Tosin Oke         | NGR  | 16,73 SB  |
| 7     | Pablo Torrijos    | ESP  | 16,67     |
| 8     | Nazim Babayev     | AZE  | 16,43     |

Datum: 19. März 2016, 17:00 Uhr

### Kugelstoßen
| Platz | Athlet            | Land | Weite (m) |
| ----- | ----------------- | ---- | --------- |
| 1     | Tomas Walsh       | NZL  | 21,78 WL  |
| 2     | Andrei Gag        | ROU  | 20,89 SB  |
| 3     | Filip Mihaljević  | CRO  | 20,87 PB  |
| 4     | Konrad Bukowiecki | POL  | 20,53     |
| 5     | Jonathan Jones    | USA  | 20,31     |
| 6     | Germán Lauro      | ARG  | 20,24     |
| 7     | Tim Nedow         | CAN  | 20,23     |
| 8     | Tobias Dahm       | GER  | 20,22     |

Datum: 18. März 2016, 18:45 Uhr

### Siebenkampf
| Platz | Athlet                  | Land | Punkte  |
| ----- | ----------------------- | ---- | ------- |
| 1     | Ashton Eaton            | USA  | 6470 WL |
| 2     | Oleksij Kasjanow        | UKR  | 6182 SB |
| 3     | Mathias Brugger         | GER  | 6126 PB |
| 4     | Curtis Beach            | USA  | 6118 SB |
| 5     | Adam Sebastian Helcelet | CZE  | 6003 SB |
| 6     | Kurt Felix              | GRN  | 5986 NR |
| 7     | Tim Nowak               | GER  | 5832 PB |
| 8     | Jérémy Lelièvre         | FRA  | 5769    |

Datum: 18./19. März 2016
Der Siebenkampf besteht aus den Disziplinen 60-Meter-Lauf, Weitsprung, Kugelstoßen, Hochsprung, 60-Meter-Hürdenlauf, Stabhochsprung und 1000-Meter-Lauf.

## Frauen

### 60 m
| Platz | Athletin           | Land | Zeit (s) |
| ----- | ------------------ | ---- | -------- |
| 1     | Barbara Pierre     | USA  | 7,02     |
| 2     | Dafne Schippers    | NLD  | 7,04     |
| 3     | Elaine Thompson    | JAM  | 7,06     |
| 4     | Michelle-Lee Ahye  | TTO  | 7,11     |
| 5     | Asha Philip        | GBR  | 7,14     |
| 6     | Tori Bowie         | USA  | 7,14     |
| 7     | Marie Josée Ta Lou | CIV  | 7,29     |
|       | Dina Asher-Smith   | GBR  | DNS      |

Datum: 19. März 2016, 19:53 Uhr

### 400 m
| Platz | Athletin                | Land | Zeit (s)  |
| ----- | ----------------------- | ---- | --------- |
| 1     | Kemi Adekoya            | BHR  | 51,45 AIR |
| 2     | Ashley Spencer          | USA  | 51,72     |
| 3     | Quanera Hayes           | USA  | 51,76     |
| 4     | Stephenie Ann McPherson | JAM  | 52,20     |
| 5     | Justyna Święty          | POL  | 52,46     |
| 6     | Iveta Putalová          | SVK  | 54,39     |

Datum: 19. März 2016, 18:47 Uhr

### 800 m
| Platz | Athletin                 | Land | Zeit (min) |
| ----- | ------------------------ | ---- | ---------- |
| 1     | Francine Niyonsaba       | BDI  | 2:00,01 WL |
| 2     | Ajeé Wilson              | USA  | 2:00,27    |
| 3     | Margaret Nyairera Wambui | KEN  | 2:00,44 PB |
| 4     | Laura Roesler            | USA  | 2:00,80    |
| 5     | Aníta Hinriksdóttir      | ISL  | 2:02,58    |
| 6     | Habitam Alemu            | ETH  | 2:04,61    |

Finale: 20. März 2016, 13:30 Uhr

### 1500 m
| Platz | Athletin            | Land | Zeit (min) |
| ----- | ------------------- | ---- | ---------- |
| 1     | Sifan Hassan        | NLD  | 4:04,96    |
| 2     | Dawit Seyaum        | ETH  | 4:05,30    |
| 3     | Gudaf Tsegay        | ETH  | 4:05,71    |
| 4     | Axumawit Embaye     | ETH  | 4:09,37    |
| 5     | Brenda Martinez     | USA  | 4:09,57    |
| 6     | Melissa Duncan      | AUS  | 4:09,69    |
| 7     | Renata Pliś         | POL  | 4:10,14    |
| 8     | Viola Cheptoo Lagat | KEN  | 4:10,45 SB |

Datum: 19. März 2016, 19:18 Uhr

### 3000 m
| Platz | Athletin         | Land | Zeit (min) |
| ----- | ---------------- | ---- | ---------- |
| 1     | Genzebe Dibaba   | ETH  | 8:47,43    |
| 2     | Meseret Defar    | ETH  | 8:54,26    |
| 3     | Shannon Rowbury  | USA  | 8:55,55    |
| 4     | Maureen Koster   | NLD  | 8:56,44    |
| 5     | Abbey D’Agostino | USA  | 8:58,40    |
| 6     | Stephanie Twell  | GBR  | 9:00,38    |
| 7     | Betsy Saina      | KEN  | 9:01,86    |
| 8     | Betlhem Desalegn | UAE  | 9:03,30    |

Datum: 20. März 2016, 13:45 Uhr

### 60 m Hürden
| Platz | Athletin         | Land | Zeit (s) |
| ----- | ---------------- | ---- | -------- |
| 1     | Nia Ali          | USA  | 7,81 SB  |
| 2     | Brianna Rollins  | USA  | 7,82     |
| 3     | Tiffany Porter   | GBR  | 7,90     |
| 4     | Andrea Ivančević | CRO  | 7,95     |
| 5     | Angela Whyte     | CAN  | 7,99 SB  |
| 6     | Alina Talaj      | BLR  | 8,00     |
| 7     | Serita Solomon   | GBR  | 8,29     |
| 8     | Kendra Harrison  | USA  | 8,87     |

Datum: 18. März 2016, 20:30 Uhr

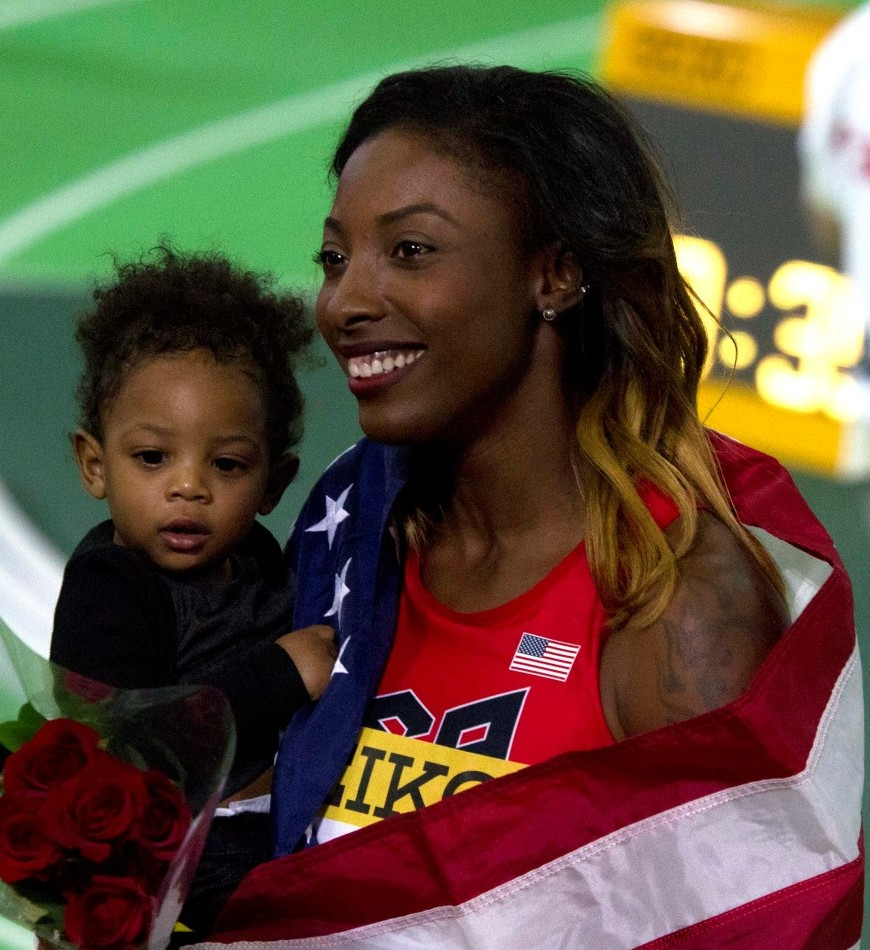
Nia Ali (rechts)

Die Mitfavoritin Kendra Harrison trat nach gutem Start in die erste Hürde. Nach einem kurzen Straucheln gelang es ihr, den Lauf fortzusetzen, mit dessen Ausgang hatte sie jedoch nichts mehr zu tun.

### 4 × 400 m Staffel
| Platz | Land               | Athletinnen                                                                      | Zeit (min) |
| ----- | ------------------ | -------------------------------------------------------------------------------- | ---------- |
| 1     | Vereinigte Staaten | Natasha Hastings Quanera Hayes Courtney Okolo Ashley Spencer                     | 3:26.38 WL |
| 2     | Polen              | Ewelina Ptak Małgorzata Hołub Magdalena Gorzkowska Justyna Święty                | 3:31,15 SB |
| 3     | Rumänien           | Adelina Pastor Elena Mirela Lavric Andrea Miklós Bianca Răzor                    | 3:31,51 SB |
| 4     | Nigeria            | Margaret Bamgbose Regina George Tameka Jameson Ada Benjamin                      | 3:34,03 SB |
| 5     | Ukraine            | Anastassija Lebid Olha Bibik Anastassija Bryshina Dschojs Koba                   | 3:40,42    |
|       | Jamaika            | Patricia Hall Chrisann Gordon Anneisha McLaughlin-Whilby Stephenie Ann McPherson | DNF        |

Datum: 20. März 2016, 14:20 Uhr

### Hochsprung
| Platz | Athletin          | Land | Höhe (m) |
| ----- | ----------------- | ---- | -------- |
| 1     | Vashti Cunningham | USA  | 1,96     |
| 2     | Ruth Beitia       | ESP  | 1,96     |
| 3     | Kamila Lićwinko   | POL  | 1,96     |
| 4     | Airinė Palšytė    | LTU  | 1,96     |
| 5     | Sofie Skoog       | SWE  | 1,93     |
| 5     | Levern Spencer    | LCA  | 1,93     |
| 7     | Alessia Trost     | ITA  | 1,93     |
| 8     | Erika Kinsey      | SWE  | 1,93 PB  |

Datum: 20. März 2016, 13:00 Uhr

### Stabhochsprung
| Platz | Athletin               | Land | Höhe (m) |
| ----- | ---------------------- | ---- | -------- |
| 1     | Jennifer Suhr          | USA  | 4,90 CR  |
| 2     | Sandi Morris           | USA  | 4,85     |
| 3     | Ekaterini Stefanidi    | GRE  | 4,80     |
| 4     | Nicole Büchler         | SUI  | 4,80 NIR |
| 5     | Eliza McCartney        | NZL  | 4,70 NIR |
| 6     | Nikoleta Kyriakopoulou | GRE  | 4,60     |
| 6     | Fabiana Murer          | BRA  | 4,60     |
| 8     | Romana Maláčová        | CZE  | 4,50     |

Datum: 17. März 2016, 19:05 Uhr
Jennifer Suhr siegte unangefochten ohne Fehlversuch mit neuem Meisterschaftsrekord. Silke Spiegelburg (GER) war zwar nominiert, konnte jedoch wegen eines grippalen Infekts nicht starten.

### Weitsprung
| Platz | Athletin         | Land | Weite (m) |
| ----- | ---------------- | ---- | --------- |
| 1     | Brittney Reese   | USA  | 7,22 WL   |
| 2     | Ivana Španović   | SRB  | 7,07 NIR  |
| 3     | Lorraine Ugen    | GBR  | 6,93 NIR  |
| 4     | Janay DeLoach    | USA  | 6,89 SB   |
| 5     | Brooke Stratton  | AUS  | 6,75      |
| 6     | Alexandra Wester | GER  | 6,67      |
| 7     | Ksenija Balta    | EST  | 6,60      |
| 8     | Shara Proctor    | GBR  | 6,57      |

Datum: 18. März 2016, 18:55 Uhr
Xenia Stolz (GER) belegte mit 6,37 m den 12. Platz.

### Dreisprung
| Platz | Athletin               | Land | Weite (m) |
| ----- | ---------------------- | ---- | --------- |
| 1     | Yulimar Rojas          | VEN  | 14,41     |
| 2     | Kristin Gierisch       | GER  | 14,30 SB  |
| 3     | Paraskevi Papachristou | GRE  | 14,15     |
| 4     | Keturah Orji           | USA  | 14,14 SB  |
| 5     | Elena Panțuroiu        | ROU  | 14,11     |
| 6     | Kristiina Mäkelä       | FIN  | 14,07     |
| 7     | Jeanine Assani-Issouf  | FRA  | 14,07     |
| 8     | Shanieka Thomas        | JAM  | 13,95 SB  |

Datum: 19. März 2016, 11:37 Uhr

### Kugelstoßen
| Platz | Athletin                  | Land | Weite (m) |
| ----- | ------------------------- | ---- | --------- |
| 1     | Michelle Carter           | USA  | 20,21 WL  |
| 2     | Anita Márton              | HUN  | 19,33 NIR |
| 3     | Valerie Adams             | NZL  | 19,25     |
| 4     | Cleopatra Borel           | TTO  | 18,38 SB  |
| 5     | Jillian Camarena-Williams | USA  | 18,17     |
| 6     | Radoslawa Mawrodiewa      | BUL  | 18,00 SB  |
| 7     | Lena Urbaniak             | GER  | 17,91     |
| 8     | Gao Yang                  | CHN  | 17,67     |

Datum: 19. März 2016, 17:45 Uhr

### Fünfkampf
| Platz | Athletin                 | Land | Punkte  |
| ----- | ------------------------ | ---- | ------- |
| 1     | Brianne Theisen-Eaton    | CAN  | 4881 WL |
| 2     | Anastassija Mochnjuk     | UKR  | 4847 PB |
| 3     | Alina Fjodorowa          | UKR  | 4770 PB |
| 4     | Barbara Nwaba            | USA  | 4661 PB |
| 5     | Györgyi Zsivoczky-Farkas | HUN  | 4656 SB |
| 6     | Kendell Williams         | USA  | 4586    |
| 7     | Morgan Lake              | GBR  | 4499    |
| 8     | Kateřina Cachová         | CZE  | 4403    |

Datum: 18. März 2016

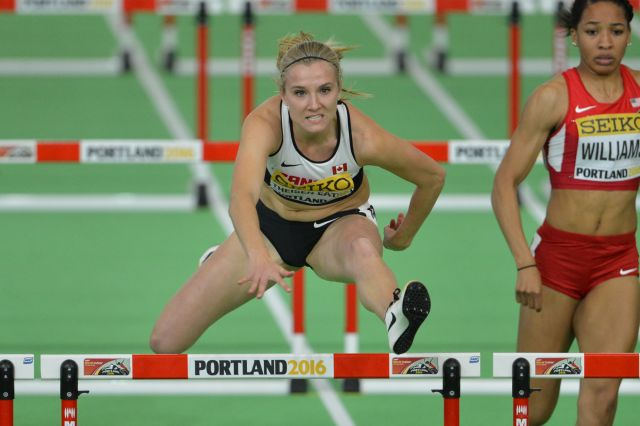
Brianne Theisen-Eaton beim 60-Meter-Hürdenlauf

Der Fünfkampf besteht aus den Disziplinen 60-Meter-Hürdenlauf, Hochsprung, Kugelstoßen, Weitsprung und 800-Meter-Lauf.
Von der ersten Disziplin an führten die drei späteren Medaillengewinnerinnen. Die beiden erstaunlich starken Ukrainerinnen befanden sich nach vier Disziplinen auf Platz eins und zwei. Nach einem couragierten 800-Meter-Lauf konnte sich Brianne Theisen-Eaton letztlich jedoch die Goldmedaille sichern. Die erst neunzehnjährige Celina Leffler (GER) belegte mit 4181 Punkten den elften Platz.

## Medaillenspiegel
| Medaillenspiegel Stand nach 26 von 26 Entscheidungen | Medaillenspiegel Stand nach 26 von 26 Entscheidungen | Medaillenspiegel Stand nach 26 von 26 Entscheidungen | Medaillenspiegel Stand nach 26 von 26 Entscheidungen | Medaillenspiegel Stand nach 26 von 26 Entscheidungen | Medaillenspiegel Stand nach 26 von 26 Entscheidungen |
| Platz                                                | Land                                                 | Gold                                                 | Silber                                               | Bronze                                               | Gesamt                                               |
| ---------------------------------------------------- | ---------------------------------------------------- | ---------------------------------------------------- | ---------------------------------------------------- | ---------------------------------------------------- | ---------------------------------------------------- |
| 1                                                    | Vereinigte Staaten                                   | 13                                                   | 6                                                    | 4                                                    | 23                                                   |
| 2                                                    | Äthiopien                                            | 2                                                    | 2                                                    | 1                                                    | 5                                                    |
| 3                                                    | Frankreich                                           | 1                                                    | 1                                                    | 2                                                    | 4                                                    |
| 4                                                    | Jamaika                                              | 1                                                    | 1                                                    | 1                                                    | 3                                                    |
| 5                                                    | Burundi                                              | 1                                                    | 1                                                    | –                                                    | 2                                                    |
| 5                                                    | Tschechien                                           | 1                                                    | 1                                                    | –                                                    | 2                                                    |
| 5                                                    | Niederlande                                          | 1                                                    | 1                                                    | –                                                    | 2                                                    |
| 8                                                    | Neuseeland                                           | 1                                                    | –                                                    | 2                                                    | 3                                                    |
| 9                                                    | Volksrepublik China                                  | 1                                                    | –                                                    | 1                                                    | 2                                                    |
| 10                                                   | Bahrain                                              | 1                                                    | –                                                    | –                                                    | 1                                                    |
| 10                                                   | Kanada                                               | 1                                                    | –                                                    | –                                                    | 1                                                    |
| 10                                                   | Italien                                              | 1                                                    | –                                                    | –                                                    | 1                                                    |
| 10                                                   | Venezuela                                            | 1                                                    | –                                                    | –                                                    | 1                                                    |
| 14                                                   | Deutschland                                          | –                                                    | 2                                                    | 1                                                    | 3                                                    |
| 14                                                   | Ukraine                                              | –                                                    | 2                                                    | 1                                                    | 3                                                    |
| 16                                                   | Vereinigtes Königreich                               | –                                                    | 1                                                    | 2                                                    | 3                                                    |
| 16                                                   | Polen                                                | –                                                    | 1                                                    | 2                                                    | 3                                                    |
| 18                                                   | Rumänien                                             | –                                                    | 1                                                    | 1                                                    | 2                                                    |
| 19                                                   | Australien                                           | –                                                    | 1                                                    | –                                                    | 1                                                    |
| 19                                                   | Bahamas                                              | –                                                    | 1                                                    | –                                                    | 1                                                    |
| 19                                                   | Spanien                                              | –                                                    | 1                                                    | –                                                    | 1                                                    |
| 19                                                   | Ungarn                                               | –                                                    | 1                                                    | –                                                    | 1                                                    |
| 19                                                   | Katar                                                | –                                                    | 1                                                    | –                                                    | 1                                                    |
| 19                                                   | Serbien                                              | –                                                    | 1                                                    | –                                                    | 1                                                    |
| 25                                                   | Griechenland                                         | –                                                    | –                                                    | 2                                                    | 2                                                    |
| 25                                                   | Kenia                                                | –                                                    | –                                                    | 2                                                    | 2                                                    |
| 25                                                   | Trinidad und Tobago                                  | –                                                    | –                                                    | 2                                                    | 2                                                    |
| 28                                                   | Barbados                                             | –                                                    | –                                                    | 1                                                    | 1                                                    |
| 28                                                   | Kroatien                                             | –                                                    | –                                                    | 1                                                    | 1                                                    |

## Doping
Die Rumänin Mirela Lavric (Bronze 4×400) und die Ukrainerin Anastasija Mochnjuk (Silber Fünfkampf) wurden bei der Dopingkontrolle positiv getestet.